# Vic Sears
Victor Wilson Sears (* 14. März 1918 in Ashwood, Oregon, USA; † 21. September 2006 in Winston-Salem, North Carolina), Spitzname: Old Smoothie, war ein American-Football-Spieler. Er spielte in der National Football League (NFL) bei den Philadelphia Eagles.

## Spielerlaufbahn

### Collegekarriere
Vic Sears studierte an der Oregon State University, wo er als Tackle American Football spielte. Aufgrund seiner sportlichen Leistungen wurde er 1940 zum All American gewählt. Im gleichen Jahr spielte er mit seiner Mannschaft im Pineapple Bowl gegen die University of Hawaii. Sein Team konnte das Spiel mit 39:6 gewinnen.

### Profikarriere
Im Jahr 1941 wurde Sears von den Pittsburgh Steelers in der fünften Runde an 33. Stelle gedraftet. Sears wurde unmittelbar danach an die Eagles abgegeben. Bei den Eagles, die von Greasy Neale trainiert wurden, erhielt er Einsatzzeit in der Offensive Line als Tackle, kam aber auch in der Defensive Line zum Einsatz. 1943 mussten sich die Eagles mit den Steelers aufgrund von Spielermangel verursacht durch den Zweiten Weltkrieg zu einer Spielgemeinschaft zusammenschließen. In den nachfolgenden Jahren gelang es den Eagles sich zu einer Spitzenmannschaft zu entwickeln. Ihnen gelang die Verpflichtung von Starspielern, wie Pete Pihos, Jack Ferrante oder Steve Van Buren. Sears war bereits seit Beginn seiner Profikarriere für den Schutz des eigenen Quarterbacks verantwortlich und übernahm zudem die Aufgabe den eigenen Runningbacks den Weg in die gegnerische Endzone freizublocken.
Die Saison 1944 musste Sears aufgrund einer Verletzung komplett aussetzen. Er fand aber im nächsten Jahr wieder Anschluss an die Mannschaft. Im Spieljahr 1947 konnte er aufgrund eines Magengeschwürs nur bei sieben Spielen auflaufen.
Im Jahr 1948 konnte Sears mit seiner Mannschaft die NFL Meisterschaft gewinnen. Sie gewannen das Spiel gegen die Chicago Cardinals mit 7:0. Im folgenden Jahr konnte Vic Sears seinen zweiten Titel gewinnen. Diesmal wurden die Los Angeles Rams mit 14:0 besiegt.
Nach der Saison 1952 wollte Sears seine Laufbahn beenden, konnte allerdings von den Eagles überredet werden noch eine Saison anzuhängen. Er setzte sich letztendlich 1953 zur Ruhe.

## Ehrungen
Sears wurde fünfmal zum All Pro gewählt. Er ist Mitglied im NFL 1940s All-Decade Team, in der Oregon State University Sports Hall of Fame und in der Oregon Sports Hall of Fame.

## Tod
Sears wurde nach seinem Tod verbrannt und die Asche auf seinem Grundstück in Holicong, Pennsylvania, verstreut.